# سیارک ۲۲۶۸۶
سیارک ۲۲۶۸۶ (به انگلیسی: 22686 Mishchenko، نامگذاری:1998QL53) بیست و دو هزار و ششصد و هشتاد و ششمین سیارک کشف شده‌است که در ۲۰ اوت ۱۹۹۸ کشف شد.
قدر مطلق سیارک برابر ۲۳.۴ است.